# 费内巴切女排俱乐部
費內巴切女排俱乐部（英語：Fenerbahçe Women's Volleyball），是一間位於土耳其伊斯坦堡的女排俱樂部，成立於1954年，曾在分別在2010年及2011年奪得世界女排俱樂部錦標賽及歐洲女排冠軍聯賽冠軍，而在土耳其女排联赛則收獲5次冠軍，為現時世界最頂尖的女子排球俱樂部之一。
費內巴切由多名著名的教練執教過，在第一個全盛時期是由巴西女排主教練何塞·羅伯托·吉馬良斯所執教，他帶領了費內巴切首奪世界女排俱樂部錦標賽及歐洲女排冠軍聯賽冠軍，成績非常驕人。這亦是費內巴切至今唯一一次在世界賽事及歐洲賽事稱冠。但及後吉馬良斯並沒有續約，費內巴切並聘請時任保加利亞女排主教練馬塞洛·阿邦丹扎。馬塞洛在執教費內巴切的4年間共收獲了6個冠軍。迎來球隊第二個全盛時期，費內巴切本想與馬塞洛展開第五個賽季的合作。但馬塞洛卻解除合同，並返回自己家鄉執教。

## 历史
費內巴切女排俱乐部由SabihaRıfatGürayman于1928年创立，她作为一名年轻女子为俱乐部的男子排球队效力，并且是土耳其第一位女性建筑师。然而，男子排球俱乐部由于缺乏对手而被关闭。 1993年，球队从伊斯坦布尔第二联赛晋升为土耳其第一联赛。第二年，他们参加了土耳其第一联赛。然而，他们在1995-96赛季被降级为土耳其第二联赛。
在2002-03赛季重返土耳其第一联赛，并在2006-07赛季获得亚军。由于2007年至2011年与AcıbademHealthyGroup的赞助协议，团队更名为FenerbahçeAcıbadem。在2008-09赛季的历史上在决赛中击败了他们的对手EczacıbaşıSK（3-2,0-3,3-1,3-1），这是費內巴切女排俱乐部的第一个联赛冠军头衔。
2021－2022賽季
费内巴切簽約新的助商，因而獲得龐大的資金簽約大牌球星。並希望重建一支重大的球隊。但卻多次引援失败。
在接應位置上，费内巴切不再與梅麗莎·巴爾加斯續約，並希望挖角世界級接應伊薩奇巴希的蒂雅娜·寶斯高域。但她卻繼續與伊薩奇巴希續約三年。费内巴切便將目標轉向另一名世界級接應寶拉·艾格努，並出價100万欧元的重金挖角其。但最終依然被拒絕。於是费内巴切再將目標轉向波蘭斯馬澤克、塞爾維亞约瓦娜·布拉科切维奇及德國路易莎·利普曼，但都一一被拒絕。
在主攻置上，费内巴切原定出價60万欧元希望签约巴西球星娜塔莉亞·佩雷拉，但卻三心兩意。最終娜塔莉亞·佩雷拉選擇了出價只有55万欧元的意甲豪门斯坎迪奇。
另外费内巴切亦向宿敵豪門瓦基弗银行成功挖角本土自由人哈蒂傑·厄爾格及主攻梅里哈·伊斯麥洛盧。
2022－2023賽季
本賽季费内巴切在陣容上有所改變，费内巴切希望跟換包受爭議的主帥佐蘭·特爾齊奇，並希望接洽美国女排主教练基拉里接任主教練一職。四大外緩中，本賽季表現欠佳的塞爾維亞副攻米娜·波波維奇將會離隊。
在二傳位置上，生孕後的納茲·埃德米爾表現明顯下滑，她將會與效力于土耳其航空女排俱乐部。馬克里斯·卡內羅將會加盟费内巴切。在副攻位置上則引進了上賽季表現非常出色的土耳其航空女排俱乐部國手阿斯勒·卡拉奇。
2023－2024賽季
上賽季费内巴切成績不俗，三大邊攻外緩都會繼續留下。梅麗莎·巴爾加斯先將會再次出戰中國聯賽，下半賽季才返回费内巴切。所以费内巴切便簽下波蘭接應二傳瑪格達萊娜·斯蒂亞克來出戰上半賽季。另外，巴西二傳瑪克里斯·卡內羅將會轉投土耳其航空女排俱樂部，二傳位置引進了塞爾維亞博亚娜·德尔查。最後亦簽下俄羅斯副攻伊莉娜·費蒂索娃。

## 球隊名單
球員名單 - 2024/2025賽季
| 球衣 | 姓名                   | 生日           | 身高 (m) | 位置     |
| ---- | ---------------------- | -------------- | -------- | -------- |
| 1    | 哈蒂杰·厄尔格（L）     | 1993年4月26日  | 1.70     | 自由人   |
| 3    | 玛格达莱娜·斯蒂夏克    | 2000年12月3日  | 2.03     | 接應二傳 |
| 5    | 厄茲萊姆·古文（L）     | 1997年10月1日  | 1.65     | 自由人   |
| 8    | 阿斯勒·卡拉奇          | 1995年12月13日 | 1.83     | 副攻     |
| 9    | 梅里哈·伊斯麦洛卢      | 1993年9月17日  | 1.85     | 主攻     |
| 10   | 阿林娜·費多羅夫采娃    | 2004年1月19日  | 1.90     | 主攻     |
| 11   | 克里斯蒂娜·魯塞瓦      | 1991年10月1日  | 1.92     | 副攻     |
| 12   | 安娜·克里斯蒂娜·德索萨 | 2004年4月7日   | 1.92     | 主攻     |
| 14   | 艾達·艾爾丹姆·丹達爾   | 1987年6月22日  | 1.88     | 副攻     |
| 15   | 阿雷利亞·卡拉索伊      | 1996年12月14日 | 1.82     | 二傳     |
| 16   | 埃莉察·瓦西列娃        | 1990年5月13日  | 1.96     | 主攻     |
| 17   | 博亚娜·德尔查          | 1988年3月29日  | 1.86     | 二傳     |
| 44   | 梅麗莎·巴爾加斯        | 1999年10月16日 | 1.93     | 接應二傳 |

教练:  馬可·費諾利奧

## 知名球员
- 纳兹·埃德米尔（2009－2012，2019－）
- 克里斯蒂安·福斯特（2010－2011）
- 柳博芙·索科洛娃（英语：Lyubov Sokolova）（2010－2012）
- 葉卡捷琳娜·加莫娃（2011－2017）
- 羅根·谭（2011－2012）
- 法比安娜·科勞迪諾（2011－2012）
- 金軟景（2011－2017）
- 葆拉·佩克諾（英语：Paula Pequeno）（2012－2013）
- 阿莉莎·格拉斯（2013－2014）
- 费尔南达·加拉伊（2013－2014）
- 卢西亚·波塞蒂（2014－2016）
- 布蘭克莎·米赫露域（2015－2016，2019－2021）
- 克里斯塔·哈莫托（英语：Christa Harmotto）（2015－2016）
- 娜塔莉亞·佩雷拉（2016－2018）
- 努特薩拉（英语：Nootsara Tomkom）（2016－2018）
- 拉伊莫娃（英语：Polina Rahimova）（2017－2018）
- 薩曼莎·布里西奧（2018－2019）
- 梅麗莎·巴爾加斯（2018－）
- 凱爾西·羅賓遜（2019－2020，2021）
- 碧安卡·布莎（2020－2021）
- 米娜·波波維奇（2021－2022）
- 阿林娜·費多羅夫采娃（2021－）
- 安娜·克里斯蒂娜·蘇沙（2021－）
- 安娜·拉扎列娃（2021－2023）
- 瑪克里斯·卡內羅（2022－2023）
- 瑪格達萊娜·斯蒂亞克（2023－）
- 伊莉娜·費蒂索娃（2023－）
- 博亞娜·德爾查（2023－）

## 主要成绩

### 国际赛事
- 世界女排俱乐部锦标赛:
  -  冠军（1）: 2010
  -  季军（1）: 2012
- 歐洲女排冠軍聯賽:
  -  冠军（1）: 2012
  -  亚军（1）: 2010
  -  季军（2）: 2015
- 欧洲女排俱乐部杯
  -  冠军（1）: 2003

### 国内赛事
- 土耳其女排联赛:
  -  冠军（6）: 2009、2010、2011、2015、2017、2023
- 土耳其女排超級杯:
  -  冠军（3）:2019、2010、2015
- 土耳其女排杯（英语：Turkish Women's Volleyball Cup）:
  -  冠军（3）:2010、2015、2017

## 歷任主教練
| 姓名                    | 在任期間   |
| ----------------------- | ---------- |
| Jan De Brandt           | 2008－2010 |
| 何塞·羅伯托·吉馬良斯    | 2010－2012 |
| 塞浦路斯穆罕默德·卡米爾 | 2012－2013 |
| 馬塞洛·阿邦丹扎         | 2013－2017 |
| Jan De Brandt           | 2017－2018 |
| 佐蘭·特爾齊奇           | 2018－2023 |
| 斯提凡諾·拉瓦里尼       | 2023－2024 |
| 馬可·費諾利奧           | 2024－2025 |
| 馬塞洛·阿邦丹扎         | 2025－     |

## 历史名称
- Fenerbahçe (1928, 1954–2007)
- Fenerbahçe Acıbadem (2007–2011)
- Fenerbahçe Universal (2011–2012)
- Fenerbahçe (2012–2014)
- Fenerbahçe Grundig (2014–2016)
- Fenerbahçe (2016–2018)
- Fenerbahçe Opet (2018–)

## 外部連結
- 官方网站 （页面存档备份，存于）